# Anartia dominica
Anartia dominica är en fjärilsart som beskrevs av Henry Skinner 1889. Anartia dominica ingår i släktet Anartia och familjen praktfjärilar. Inga underarter finns listade i Catalogue of Life.